# Cryptonanus agricolai
La marmosa grácil de Agrícola (Cryptonanus agricolai) es una especie de marsupial didelfimorfo de la familia Didelphidae endémica del estado de Ceará, en el este de Brasil.